# A globális felmelegedés kutatása
A globális felmelegedés problémája az elmúlt évtizedekben egyre nagyobb figyelmet kapott, mivel hatásai világszerte érzékelhetőek, beleértve a szélsőséges időjárási eseményeket, a tengerszint emelkedését és az élővilágot érintő változásokat. Már 2007-ben is számos kutató foglalkozott ezzel az égető kérdéssel, különös tekintettel a sarkvidékek helyzetére, amelyek a klímaváltozás indikátoraiként és a Föld ökológiai rendszerének kulcsfontosságú elemeiként ismertek.
2007 márciusától 2009-ig a “Nemzetközi Sarki Év” keretében 66 ország közel 55 000 tudósa vett részt komplex kutatásokban a sarkvidékeken. Ez a globális tudományos együttműködés célzottan a sarki régiók változásainak feltárására és azok világméretű hatásainak megértésére irányult. Azóta azonban a globális felmelegedés kérdése továbbra is égető maradt, és a tudományos közösség folyamatosan újabb eredményeket ér el, amelyek hozzájárulnak a bolygó megóvásához. Az elmúlt években a technológiai fejlődés és az egyre szélesebb körű nemzetközi együttműködés révén még pontosabb klímamodellek és előrejelzések születtek. A sarkvidékek kutatása napjainkban is kiemelt fontosságú, különösen a jégtakaró olvadásának és az ebből fakadó globális következmények megértése szempontjából. A klímavédelem érdekében az elért tudományos eredmények a fenntartható fejlődési stratégiák kialakításában, valamint a döntéshozók és a társadalom figyelmének felhívásában is alapvető szerepet játszanak.

## A kutatások története

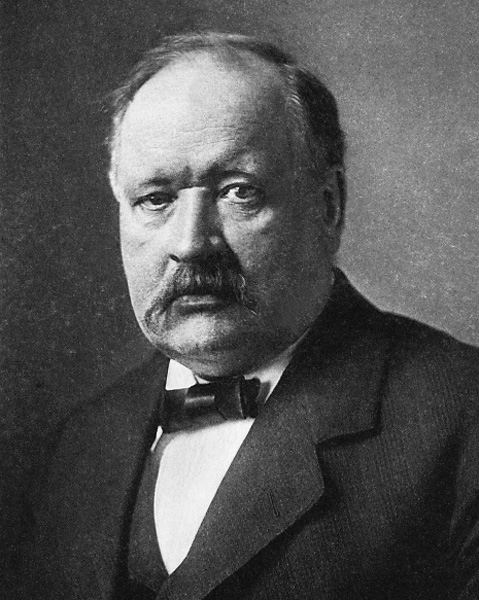
Svante Arrhenius (1909-ben)

Az üvegházhatás és a klímaváltozás közötti összefüggést először Svante Arrhenius svéd kémikus írta le 1896-ban. Arrhenius megállapította, hogy a légköri szén-dioxid mennyiségének növekedése globális hőmérséklet-emelkedést idézhet elő. Ez az első jelentős lépés volt a klímaváltozás tudományos vizsgálatában.
Az első komolyabb klímakutatások az 1950-es években kezdődtek, amikor a technológiai fejlődés lehetővé tette a légköri szén-dioxid koncentrációjának pontosabb mérését. Az egyik úttörő kutató, Roger Revelle, munkatársával, Charles David Keelinggel együtt Hawaii szigetén, a Mauna Loa obszervatóriumban végzett méréseket. Itt kezdődött el a híres Keeling-görbe készítése, amely a légköri szén-dioxid szintjének folyamatos emelkedését dokumentálja.
Revelle kutatásai kiemelték a szén-dioxid óceánokkal való kölcsönhatását, és rávilágítottak arra, hogy az emberi tevékenységből származó szén-dioxid kibocsátás jelentős mértékben hozzájárul a légkör szén-dioxid szintjének növekedéséhez. Ezek az eredmények alapvető fontosságúak voltak a klímaváltozás megértésében és a globális felmelegedés kérdésének tudományos elfogadásában.

## Jelenlegi kutatások
A globális felmelegedés kutatásának jelenlegi irányvonalai a tudományos közösségben szerteágazóak és komplex módon közelítik meg a klímaváltozás tudományos megértését. Az alábbi kutatási területek képezik a jelenlegi tudományos erőfeszítések középpontját.

### Éghajlati modellezés és előrejelzés
A kutatók egyre kifinomultabb éghajlati modelleket fejlesztenek, amelyek pontosabban képesek szimulálni a globális éghajlati rendszer dinamikáját. Ezek a modellek lehetővé teszik a jövőbeli klímaváltozási forgatókönyvek részletesebb és megbízhatóbb előrejelzését, figyelembe véve az üvegházhatású gázok kibocsátásának különböző lehetséges pályáit és a komplex visszacsatolási mechanizmusokat.

### Sarki és gleccserkutatás
Kiemelt figyelmet fordítanak a sarkvidékek és gleccserek állapotának vizsgálatára, amelyek rendkívül érzékenyek a globális hőmérséklet-emelkedésre. A kutatók műholdas megfigyelések, helyszíni mérések és komplex adatelemzési módszerek segítségével térképezik fel a jégtakaró változásait, a tengerjég kiterjedésének alakulását és a kapcsolódó ökoszisztémák átalakulását.

### Tengeri és óceáni kutatások
Az óceánok kulcsfontosságú szerepet játszanak a globális éghajlati rendszerben. A kutatók vizsgálják az óceánok hőmérsékletének változását, a tengervíz savasodásának folyamatát, az áramlatok átalakulását és ezek hatását a tengeri élővilágra. Különös figyelmet fordítanak a Golf-áramlat esetleges meggyengülésének vagy átalakulásának lehetséges következményeire.

### Szélsőséges időjárási jelenségek vizsgálata
Egyre nagyobb hangsúlyt fektetnek a klímaváltozáshoz köthető szélsőséges időjárási események tanulmányozására. A kutatók elemzik az egyes régiókban tapasztalható hőhullámok, aszályok, árvizek és hurrikánok gyakoriságának és intenzitásának változásait, valamint ezek potenciális összefüggéseit a globális felmelegedéssel.

### Ökoszisztémák és biodiverzitás
A tudósok részletesen vizsgálják, hogyan befolyásolja a klímaváltozás a különböző ökoszisztémákat és fajok elterjedését. Kutatják a biológiai sokféleségre gyakorolt hatásokat, a fajok vándorlási mintázatainak átalakulását és a növényzet válaszreakcióit a megváltozott éghajlati körülményekhez.

### Dekarbonizációs stratégiák és technológiák
A kutatások jelentős része irányul a dekarbonizációs megoldások tudományos alapjainak kidolgozására. Ide tartoznak a megújuló energiaforrások fejlesztése, a szén-dioxid-leválasztás és -tárolás technológiáinak tökéletesítése, valamint az üvegházhatású gázok kibocsátásának csökkentését célzó innovatív módszerek tudományos megalapozása.

### Interdiszciplináris megközelítés
A jelenlegi kutatások egyik legfontosabb jellemzője az interdiszciplináris szemlélet, amelyben klimatológusok, ökológusok, közgazdászok, mérnökök és más tudományterületek szakemberei szorosan együttműködnek a globális felmelegedés komplex jelenségének megértése érdekében.
A kutatási irányok folyamatosan alakulnak, ahogy egyre több adat és pontosabb mérési módszerekállnak rendelkezésre, ezáltal árnyaltabb képet nyújtva a globális éghajlatváltozás összetett jelenségéről.

## Ismert kutatók
Achim Steiner – az ENSZ Környezetvédelmi Programja (UNEP) igazgatója, Roger Revelle, Lonnie Thompson, James E. Hansen, Charles David Keeling, Edwin A. Hernández-Delgado, Hartmut Graßl, Michael Mann, Josefino C. Comiso, Joseph R. McConnell, Konrad Steffen, Richard B. Alley, Robert Hawley, Wilfried Jokat, Amato T. Evan, Tim Flannery, Sir Crispin Tickell, Richard Lindzen, Sallie Baliunas, Robert Thomas, Edson Ramírez, Nicolas Cullen, Dan Fagre, Jürg Luterbacher, Rober Bindschadler, Eric Rignot, Jonathan Overpeck, Steven Nerem, Jay Zwally, Christian Haas, Rajendra K. Pachauri, Ürge-Vorsatz Diána.

## Kapcsolódó tudományterületek és tudományos módszerek
A klimatológia elméleti ágai, illetve a klimatológiával rokon kutatási területek:
- Klimatográfia. Célja a matematikai statisztika módszereire támaszkodva  magyarázatot adni az éghajlat viselkedésére.
- Klímadinamika. Célja a matematikai fizika módszereit felhasználva magyarázatot adni az éghajlat viselkedésének okaira.
- Paleoklimatológia (őséghajlattan). Célja az egyes földtörténeti korok és területek állat- és növényvilágából, talajfajtáiból és más tanújelekből következtetni az akkori éghajlatra.
- Paleontológia (őslénytan). Célja a történelemelőtti életformák tanulmányozásának tudománya fosszíliák felhasználásával.

Kutatási módszerek:

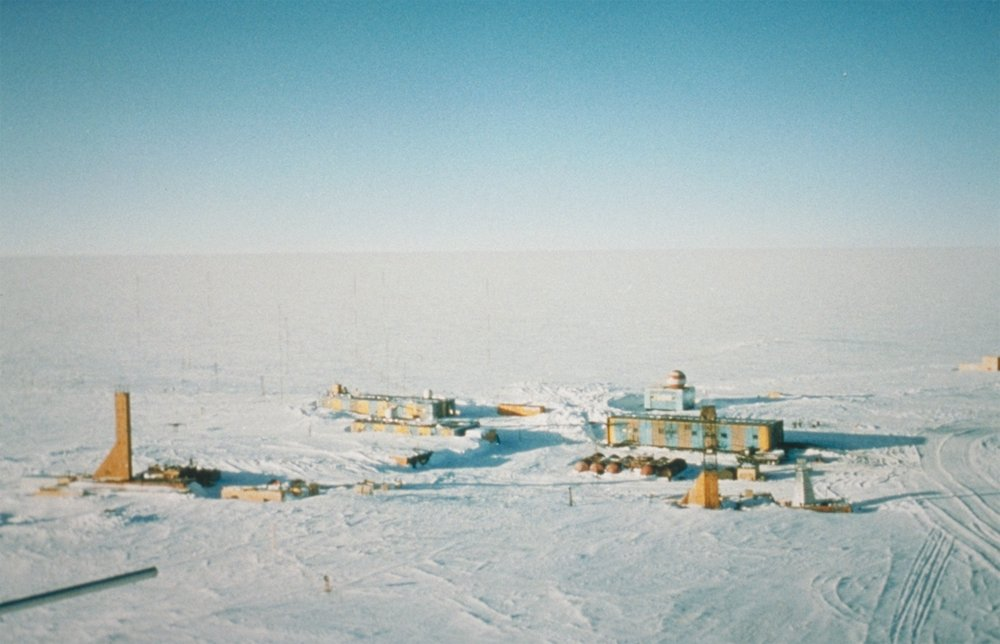
Fúrásmintákat elemző antarktiszi kutatóállomás

- Jégfúrások. A grönlandi és az antarktiszi jégtakarókból vett fúrásminták tanulmányozásával 200 ezer évre visszamenőleg tájékozódhatunk a légkör összetételének változásairól, mivel a jég, amely annak idején hó formájában hullott le, kicsiny légbuborékokat tartalmaz. Ezek a jégbe zárt légbuborékok arról is árulkodnak, hogy milyen hőmérséklet-változások mentek végbe a közvetlen mérések kezdetét jóval megelőző időkben. Egy nemrég elvégzett vizsgálatsorozat, ami során öt kontinens (kivéve az Antarktisz) 616 pontjáról vettek fúrásmintát, ami szintén megerősítette azt a feltételezést, miszerint a XX. században a hőmérséklet növekedett. A vizsgálatot végző kutatók kiszámították, hogy milyen mértékben terjed a hőmérséklet-változás felszínről a föld mélye felé.[1]
- Korallminták vizsgálata. A korallminták elemzéséből következtetni lehet a tengervíz egykori hőmérsékletére és sótartalmára, így a kutatók rekonstruálhatják egy adott korszak éghajlatát. Az új-guineai Houn-félsziget korallteraszokból áll, amelyet kéregmozgások emeltek a felszínre. Ezen a területen a kutatóknak akár 130 ezeréves korallok vizsgálatára is lehetőségük van. A korallt izotópos és vegyi elemzésnek vetik alá, amivel 14 különböző, egyenként 20-100 éves korszak éghajlatáról kaphatnak képet. A 40 ezer évvel ezelőtti glaciális és a 125 ezer évvel ezelőtti interglaciális korszakban keletkezett korallminták vizsgálatával sikerült kiértékelni az El Niño-jelenség viselkedését a különböző éghajlatú korokban.
- A káoszelmélet alkalmazása. A káoszelmélet segítségével összetett rendszerek viselkedésének matematikai modellezését végezhetjük el. A klimatológiában adottak az ilyen vizsgálati módszerek alkalmazásához szükséges feltételek: állandó változás, sokelemű rendszerek.
- Izotópos vizsgálatok. Ez a legáltalánosabb módszer a földtörténeti korok éghajlati viszonyainak rekonstruálására. A globális felmelegedés okainál nehéz megkülönböztetni a természetes folyamatok és az emberi tevékenység hatását. Ezen a problémán segítenek az izotópvizsgálatok. A módszer azon alapul, hogy a természetes folyamatok és az emberi tevékenység során kibocsátott szén-dioxid szénatomjainak izotópmegoszlása különböző. Míg a természetes eredetű szén-dioxid szénatomjai mérhető radioaktivitást mutatnak, addig a fosszilis energiahordozók elégetése során keletkezett szén-dioxid szénatomjai már elvesztették radioaktivitásukat a keletkezésüktől fogva eltelt évmilliók alatt. A fák évgyűrűinek vizsgálatából arra következtethetünk, hogy a szén-14 izotóp koncentrációja